# Pellenes durieui
Pellenes durieui là một loài nhện trong họ Salticidae.
Loài này thuộc chi Pellenes. Pellenes durieui được Hippolyte Lucas miêu tả năm 1846.